# Materiał wybuchowy

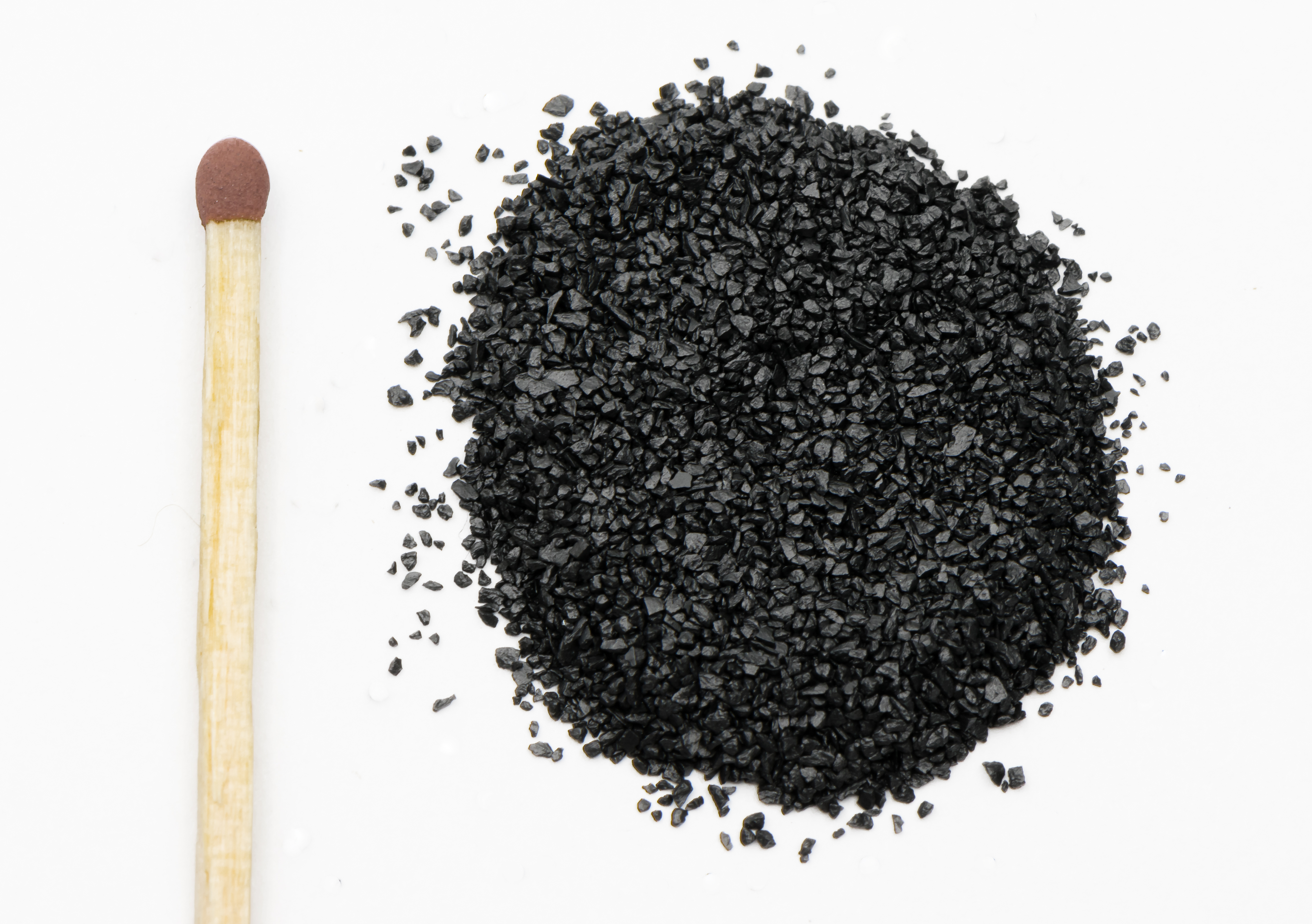
Proch czarny - najwcześniejszy materiał wybuchowy

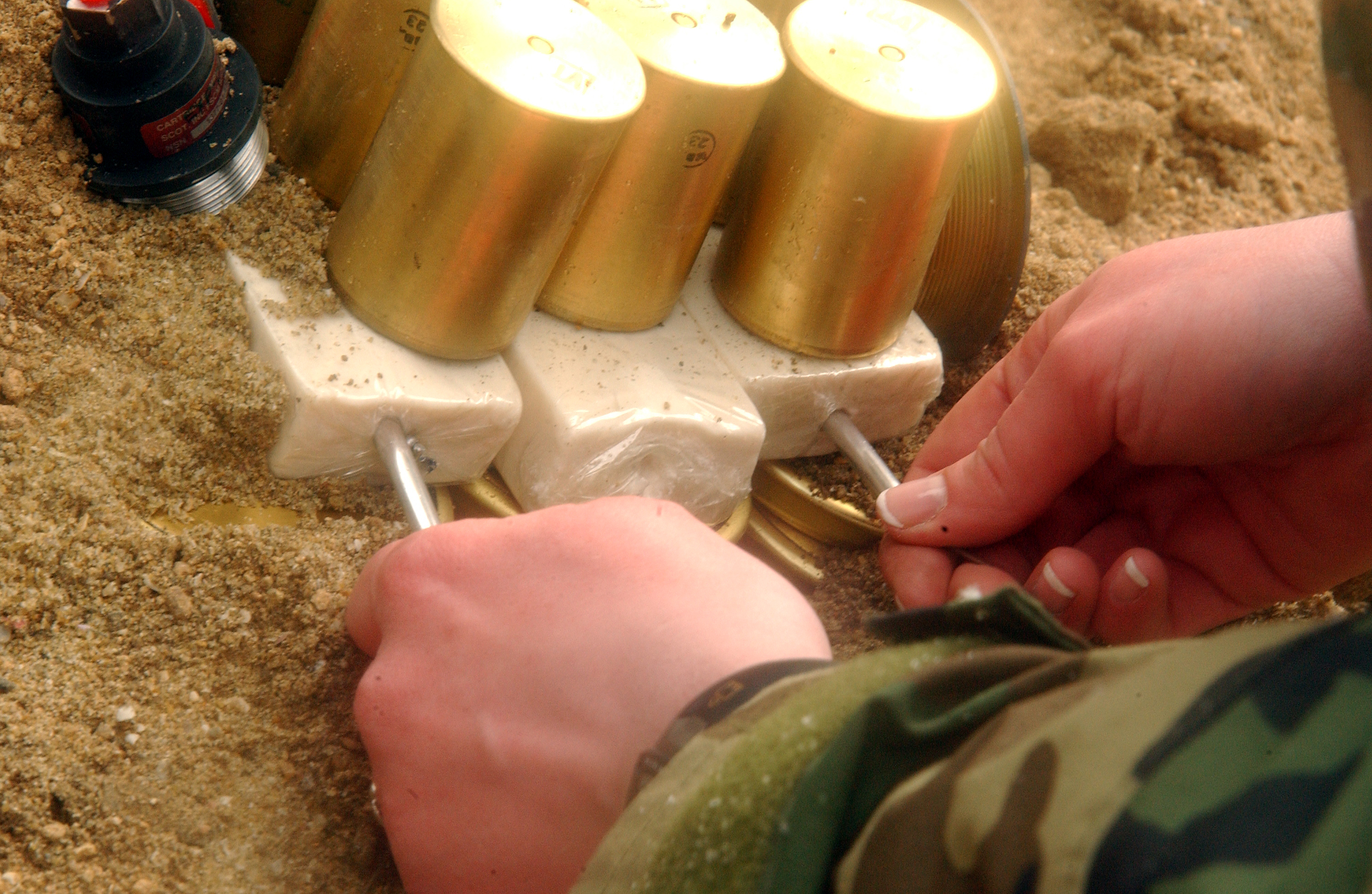
Uzbrajanie materiału wybuchowego C4

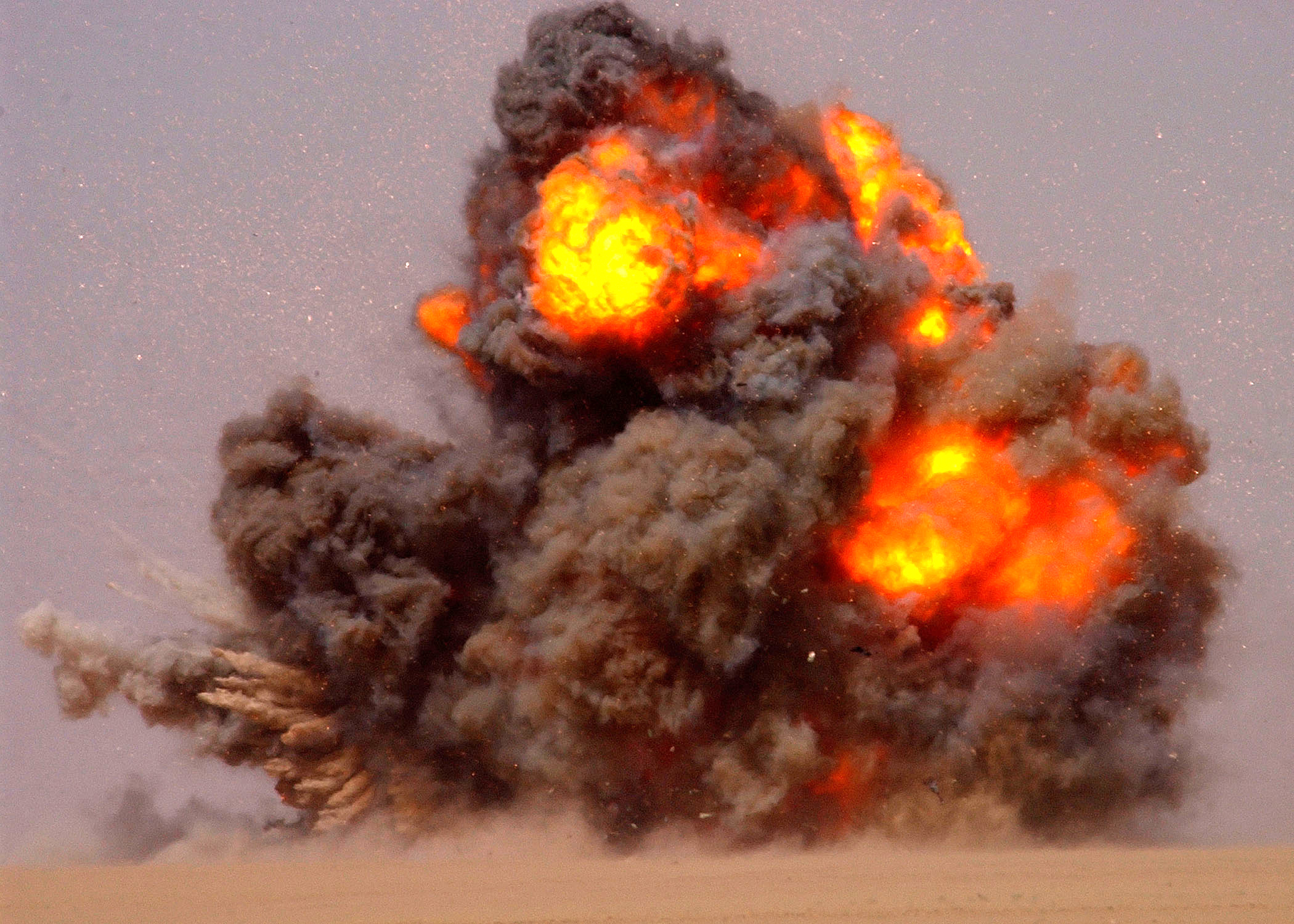
Eksplozja materiału wybuchowego

Materiał wybuchowy – pojedynczy związek chemiczny lub mieszanina kilku związków chemicznych, która jest zdolna w odpowiednich warunkach do gwałtownej reakcji chemicznej o charakterze egzotermicznym, której towarzyszy wydzielenie wielkiej ilości produktów gazowych w postaci wybuchu (detonacji lub deflagracji).
Prawdopodobnie pierwszym materiałem wybuchowym był wynaleziony w Chinach proch czarny.
Inicjacja reakcji, której ulega materiał wybuchowy, wymaga bodźców zewnętrznych. Mogą one być rozmaite w zależności od charakteru materiału wybuchowego. Może to być np.: działanie mechaniczne (wybuch innego materiału, uderzenie, potarcie, a czasem nawet lekki dotyk), ogrzanie, dopływ światła lub prądu elektrycznego, czy też kontakt z inną substancją chemiczną.

## Podział materiałów wybuchowych ze względu na zastosowanie
- inicjujące – np. piorunian rtęci, azydek ołowiu; są to materiały o stosunkowo słabej mocy detonacji, a ich podstawową cechą jest szczególnie duża podatność na bodźce zewnętrzne; służą do zapoczątkowania reakcji w materiałach o mniejszej podatności na bodźce lub do wywołania reakcji w jakiś szczególny sposób
- kruszące – np. kwas pikrynowy, trotyl, nitrogliceryna, dynamity, heksogen; są to materiały o najgwałtowniejszej detonacji (najkrótszym czasie przebiegu reakcji), a więc największej sile działania; z reguły wymagają zapoczątkowania reakcji wybuchowej przez inny materiał wybuchowy; dodatkowo dzieli się je na materiały o normalnej sile działania (trotyl), o zwiększonej sile działania (PMW, tetryl, pentryt, heksogen) i o zmniejszonej sile działania
- miotające – np. proch czarny, nitroceluloza; są to materiały stosunkowo powoli wybuchające, natomiast ich podstawową cechą jest duża liczba gazowych produktów reakcji; służą do napędzania broni palnej
- bezpieczne – materiały, którym podczas wybuchu nie towarzyszy płomień; są to materiały specjalnego przeznaczenia, np. w kopalniach zagrożonych wybuchem gazów palnych np. metanity specjalne
- masy pirotechniczne – materiały o specjalnej charakterystyce wybuchu, służące do wywoływania rozmaitych efektów, takich jak: duży huk, duży błysk, błysk w określonym kolorze, duża ilość dymu, emanacja iskier itp. W technice wojskowej mają zastosowanie do elaboracji pocisków, rakiet, bomb, naboi sygnałowych, środków pozoracyjnych (petardy) i szkoleniowych. W gospodarce mają zastosowanie do spawania termitowego, w wyrobach sygnałowych, do celów widowiskowych.

Te same materiały wybuchowe mogą mieć odmienną charakterystykę wybuchu w zależności od szeregu czynników, takich jak: rodzaj inicjacji, rozległość tej inicjacji, stopień rozproszenia w otoczeniu, stopień koncentracji (np. proszek, sprasowanie), stopień jednolitości (w przypadku mieszanin), grubość materiału w najszerszym miejscu, temperatura materiału wybuchowego, obecność spowalniaczy oraz warunki samej reakcji, czyli sposób opakowania materiału wybuchowego.
Jakkolwiek materiały rozszczepialne, stosowane w bombach atomowych nie są materiałami wybuchowymi w sensie podanej tu definicji, to jednak czasami są do nich zaliczane ze względu na zbliżony, choć znacznie silniejszy efekt, jaki wywołują w momencie rozpoczęcia reakcji łańcuchowej.

## Ładunki wybuchowe

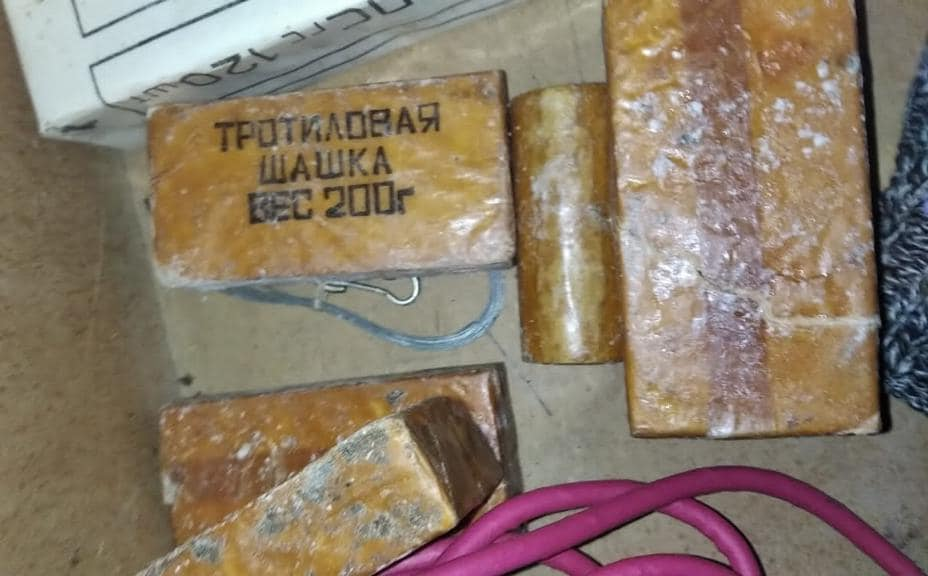
Trotyl w postaci znormalizowanych kostek

W celu użycia materiałów wybuchowych, formuje się z nich ładunki wybuchowe, składające się z trzech podstawowych elementów: właściwego materiału wybuchowego i elementu inicjującego wybuch, umieszczonych w łączącej je w jedną całość obudowie. Jedną z form ładunków wybuchowych jest różnego typu amunicja np. amunicja strzelecka, w której ładunek miotającego materiału wybuchowego (np. prochu bezdymnego) zamknięty jest w obudowie w postaci łuska i inicjowany spłonką. Wybuch materiału służy w tym przypadku do wyrzucenia pocisku i rozpędzenia go do odpowiedniej prędkości.
Do wykonywania określonych zadań, ładunki materiałów wybuchowych można kształtować w różne formy; do często spotykanych należą:
- standaryzowanych kostek, ładunków wiertniczych itp. (amunicja saperska)[2];
- ładunki wydłużone - w postaci długiego węża, najczęściej używane do wykonywania przejść w polach minowych[2];
- ładunki kumulacyjne - z wydrążeniem skupiającym energię wybuchu, by osiągnąć przebicie przez np. pancerz[2].